# Rubelita
Rubelita – miasto i gmina w Brazylii, w stanie Minas Gerais.